# Zelda Williams
Zelda Williams (31 juli 1989) is een Amerikaanse actrice.

## Levensloop en carrière
Williams werd geboren in 1989 als dochter van Robin Williams en Marsha Garces. Haar naam zou afkomstig zijn van het computerpersonage Princess Zelda. Ze begon haar acteercarrière als kind in In Search of Dr. Seuss uit 1994. Ze had ook een kleine rol in Nine Months (1995). Vanaf 2011 was ze te zien in de jeugdserie Teen Wolf. Sinds 2013 spreekt ze de stem van Kuvira in in de serie The Legend of Korra.
- Gemeinsame Normdatei: 143967029
- International Standard Name Identifier: 0000 0004 4884 769X
- Library of Congress Control Number: no2019051892
- MusicBrainz: 10ea8ae2-96d6-4663-af53-fc3586884288
- Virtual International Authority File: 170441480
- WorldCat: E39PBJpYy9bCY7JRDVF8vMdvpP